# Formula di Frobenius
In matematica, più nello specifico nella teoria delle rappresentazioni, la formula di Frobenius, introdotta da G. Frobenius, calcola i caratteri di rappresentazioni irriproducibili del gruppo simmetrico Sn. 

## Statement
Sia {\displaystyle \chi _{\lambda }} il carattere di una rappresentazione irriproducibile di un gruppo simmetrico {\displaystyle S_{n}} corrispondente ad una partizione {\displaystyle \lambda } of n: {\displaystyle n=\lambda _{1}+\cdots +\lambda _{k}} e{\displaystyle \ell _{j}=\lambda _{j}+k-j}. Per ogni partizione {\displaystyle \mu } din, {\displaystyle C(\mu )} denota il gruppo di coniugio in {\displaystyle S_{n}} a lui corrispondente, e sia {\displaystyle i_{j}} il numero di volte j che appare in {\displaystyle \mu } (so {\displaystyle \Sigma \,i_{j}j=n}). Allora la formula di Frobenius afferma il valore costante di {\displaystyle \chi _{\lambda }} su {\displaystyle C(\mu ),}
{\displaystyle \chi _{\lambda }(C(\mu )),}
è il coefficiente del monomiale {\displaystyle x_{1}^{\ell _{1}}\dots x_{k}^{\ell _{k}}} nel polinomiale omogeneo
{\displaystyle \prod _{i<j}(x_{i}-x_{j})\;\prod _{j}P_{j}(x_{1},\dots ,x_{k})^{i_{j}},}
dove {\displaystyle P_{j}(x_{1},\dots ,x_{k})=x_{1}^{j}+\dots +x_{k}^{j}}.
Esempio: Sia {\displaystyle n=4} e {\displaystyle \lambda :4=2+2}. Se {\displaystyle \mu :4=1+1+1+1}, che corrisponde alla classe dell'elemento identità, allora {\displaystyle \chi _{\lambda }(C(\mu ))} è il coefficiente di {\displaystyle x_{1}^{3}x_{2}^{2}} in
{\displaystyle (x_{1}-x_{2})(x_{1}+x_{2})^{4}}
che è 2. Similarmente, se {\displaystyle \mu :4=3+1}, allora {\displaystyle \chi _{\lambda }(C(\mu ))}, dato da
{\displaystyle (x_{1}-x_{2})(x_{1}+x_{2})(x_{1}^{3}+x_{2}^{3}),}
è −1.